# 赫氏萎鰓麗魚
赫氏萎鰓麗魚為輻鰭魚綱鱸形目隆頭魚亞目慈鯛科的其中一種，分布於南美洲亞馬遜河流域，體長可達13.4公分，生活習性不明，可作為食用魚及觀賞魚。

## 擴展閱讀
維基物種上的相關：赫氏萎鰓麗魚